# Ventelo
Ventelo Sverige AB var ett svenskt IT- och telekommunikationsbolag som under 2011 uppgick i AllTele. Ventelo Sverige AB bedrev verksamhet i Sverige inom fast och mobil telefoni samt internet- och datatjänster för företag. Ventelo använde både 3s och Telias mobilnät i Sverige. Ventelos kundsegment var SME och ett antal Publika kunder (högskolor, myndigheter, kommuner med mera).
För sina fasttelefonitjänster hade man flera stationer och ett eget TDM-transmissionsnät för den nationella trafiken. För sina datatjänster ägde man ett eget nät i Sverige med flera stationsetableringar, kompletterat med avtal med underleverantörer för att uppnå nationell täckning. Bolaget har kontor i Skövde, Jönköping och Solna.
2008 sålde Ventelo sin privatkundsbas för att fokusera på företagsmarknaden och offentlig sektor. Totalt berördes 55 000 privatkunder inom fast telefoni och köpande part var Universal Telecom. Från den 1 februari 2008 står svenska Ventelo helt fri från den tidigare koncernen som bestod av flera bolag, såväl danska som norska Ventelo var sålda.[källa behövs]
Under sommaren 2008 bytte Ventelo mobilnät för sina kunder för att få tillgång till 3G-tjänster. Det nya mobilnätet blev Telias och Tele2:s gemensamma mobila nät. Ventelo säljer också samtalsminuter i sitt nät, nationellt och internationellt, till andra operatörer. Den 17 september 2008 lanserade Ventelo mobilt bredband i icenets (numera net1s) nät.. Ventelos erbjudande baseras på ett avtal som ingicks mellan Ventelo och Ice.net den 19 juni 2008.
På grund av ett antal felsatsningar under 2010 fick bolaget ekonomiska problem och var under mars till juli 2011 under företagsrekonstruktion. Därefter köptes Ventelo av Alltele för 300 miljoner kronor. Ventelo som märke lades ned under 2011 och slutet av i slutet av 2012 stängdes det före detta huvudkontor i Skövde.
Företaget har tidigare fått kritik för att vara vilseledande i sin marknadsföring  , och har stämts av TeliaSonera för att ha missbrukat deras namn vid telefonförsäljning. I en interimistisk dom har de med risk för vite på 750 000 kronor förbjudits uppge några kopplingar till Telia Sonera vid telefonförsäljning. De ska ha skickat ut fakturor till personer på falska grunder och kritiserats för brister hos sin kundtjänst.  